# 環境アセスメント士
環境アセスメント士（かんきょうあせすめんとし、Environmental Assesser）は、一般社団法人日本環境アセスメント協会が認定している民間資格である。 

## 環境アセスメント士とは
「環境アセスメント士」認定資格制度は、環境アセスメントに専門特化した資格制度であり、（一社）日本環境アセスメント協会が資格認定を行う。この資格制度は、環境アセスメント実務者の技術レベルの向上と育成拡大を図り、環境アセスメントの適切な実施と環境アセスメントの信頼性向上に資することを目的としている。 

### 受験資格
試験を受けるにあたっては以下の要件を満たす必要がある。 
・四年制大学を卒業後、環境アセスメント関係業務の実務経験年数 5年以上の者 
・大学院修了後、環境アセスメント関係業務の実務経験年数 3年以上の者 
・上記以外は、環境アセスメント関係業務の実務経験年数 8年以上の者 

## 環境アセスメント士の業務
「環境アセスメント士」は、戦略的環境アセスメント(SEA)を含めた環境アセスメント実務者の資格であり、環境アセスメントに係る計画、調査、予測及び評価の実施、環境保全措置の検討、環境影響評価図書の作成、環境アセスメントの制度、手続き等の実務について、専門的な技術・技能を有し、倫理観をもってその実務を的確に行えることを資格要件としている。 
このように、環境アセスメント士は、環境影響評価法や都道府県等で定める環境影響評価条例等に基づいて行われる環境影響評価図書の作成等に携わることとなるため、専門とする分野についての高度な知識が求められるとともに、法制度や手続き、合意形成等広範な知識と能力を必要とし、さらには、事業者と地域住民、学識経験者等に的確に対応できるコミュニケーション能力、マネジメント能力が不可欠である。また、公共性の高い事業に係ることから高い技術者倫理も必要である。 
さらには、それだけの高い能力を持つ資格者であることから、近年では環境アセスメント実務にとどまらず、法令アセス対象外事業における自主的なアセスの実施や環境計画の立案等、広く環境に関連する様々な業務の担い手として社会から期待されている。 
2016年には、環境アセスメント士は「公共工事に関する調査及び設計等の品質確保に資する技術者資格登録（登録番号：品確技資第110号）（建設環境：調査：管理技術者）」（平成26年国土交通省告示第1107号）に基づく「技術者資格」に登録された。この制度は、民間事業者等が付与する「技術者資格」を国土交通省が登録し、社会資本に関する調査・設計等の発注業務で活用する取り組みであり、環境アセスメント士は建設環境分野の調査業務の管理技術者資格として登録されている。 

## 環境アセスメント士の部門
環境アセスメント士は2部門に分かれている。 
・生活環境部門 ： 大気、水、土壌、音・振動、廃棄物、温室効果ガス、日影、風、電波障害、景観等 
・自然環境部門 ： 植物、動物、生態系、景観、触れ合い活動の場等 

## 環境アセスメント士試験

### 試験の特徴
環境アセスメント士の試験は、選択試験と筆記試験で構成されている（試験内容の詳細は4.3試験の項参照）。受験料は12,000円（2023年現在）。試験は、東京を含む主要都市4箇所で行われる（2023年度は札幌、東京、大阪、福岡の4 会場、2024年度は仙台、東京、大阪、福岡の4 会場で行われる）。 
試験申込書は（一社）日本環境アセスメント協会のHP（http://www.jeas.org）で入手可能。

### スケジュール
試験の申込は7月上旬から10月上旬までであり、試験は毎年11月23日の勤労感謝の日に行われている。結果発表は2月上旬である。 

### 試験内容
試験は以下の内容について出題される。なお、過去問題集は、（一社）日本環境アセスメント協会で販売しており、協会のHPより申込みが可能。 
・環境アセスメント法制度、手続き等に関する事項 
・各専門とする部門の環境の調査 
・分析、予測及び評価、環境保全措置等に関する事項 
・環境影響評価図書類の作成・支援に係る事項 
・環境アセスメント関係実務の管理技術に関する事項 
・技術者倫理に関する事項 

### 試験方法・時間
試験は筆記試験（記述式及び択一式）で行われる。それぞれの試験の試験時間は以下の通り。 
（専門Ⅰ-1）業務経験　120分 
（専門Ⅰ-2）専門知識　120分 
（共通Ⅱ-1）共通基礎　＋　（共通Ⅱ-2）管理技術　90分 

### 資格登録
環境アセスメント士の名称を使用するためには、上記試験に合格した上で、（一社）日本環境アセスメント協会に資格登録申請を行い、認定を受ける必要がある。 

## 更新制度
環境アセスメント士の資格登録の有効期限は5年間と定められている。資格の更新にあたっては、「JEAS-CPD制度」にもとづき、原則として5年間で250CPD単位以上の単位取得が必要である。